# Schipbeek

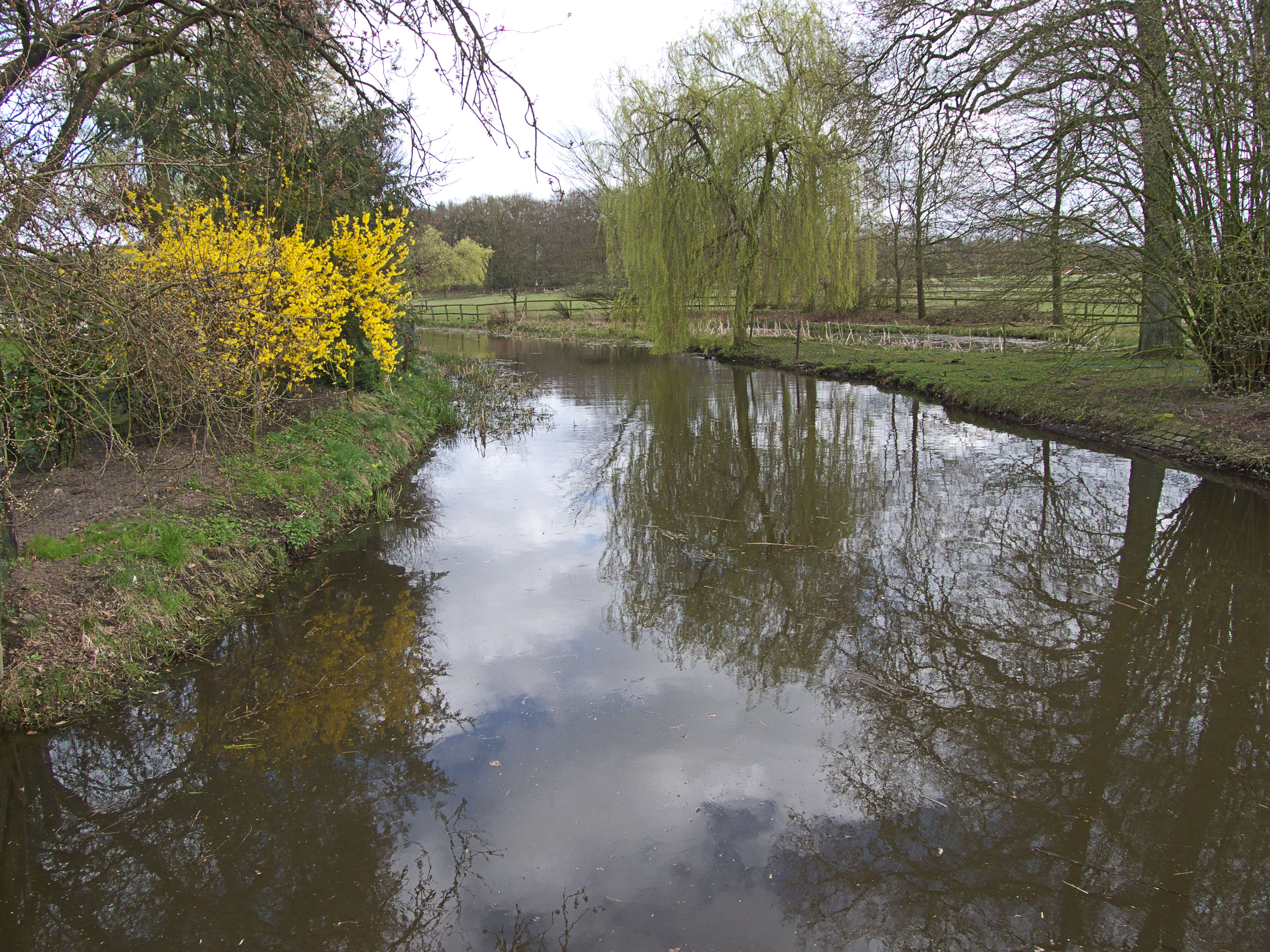
Buurserbeek bij de Oostendorper Watermolen

De Schipbeek (Nedersaksisch: bêke) is een zijrivier van de IJssel. Hij heet zo vanaf de zandvang bij Diepenheim. Daarvoor heet hij Buurserbeek of Ahauser Aa, deze ontspringt over de grens in Duitsland. De beek werd vanaf de late middeleeuwen gekanaliseerd. Het gehele traject van de Schipbeek is aangewezen als ecologische verbindingszone. Van de oorsprong tot de uitmonding in de IJssel. De stroom is *ongeveer* 20 kilometer lang en *ongeveer* 10 meter breed op de meeste plekken richting Deventer.

## Loop
De beek ontspringt ten zuiden van Ahaus, in het district Borken in de Duitse deelstaat Noordrijn-Westfalen. Daar is het een beek die de naam Aa draagt, vanwaar ook de naam Ahaus. Om onderscheid te maken met andere wateren met de naam Aa, wordt deze beek ook wel Ahauser Aa genoemd. Na Ahaus stroomt de Aa om Graes heen en door Alstätte en wordt hier Alstätter Aa genoemd. Daarna passeert ze bij Buurse de grens met Nederland. Vanaf de grens staat de beek bekend als Buurserbeek. De beek loopt ten zuiden van Haaksbergen en passeert bij Rietmolen de grens tussen de provincies Overijssel en Gelderland. Bij Haaksbergen passeert de beek de Oostendorper watermolen, ook wel Grevemölle genoemd. Dit is de oudste dubbele watermolen van Nederland, de inbedrijfstelling was in 1548.
Ten zuidoosten van Diepenheim stroomt de beek Overijssel weer binnen. Vanaf dat punt, bij het gehucht Markvelde, heet het water Schipbeek. Ten zuidwesten van Diepenheim, ter hoogte van het landgoed Westerflier, doorsnijdt de Schipbeek het stroomgebied van de Regge. De Schipbeek is namelijk over grote lengte gegraven. De doorsnijding vergrootte het stroomgebied en dus de afvoer van de Schipbeek. Dat leverde regelmatig overstromingen op, bijvoorbeeld bij Stokkum. Die overstromingen leidden geregeld tot conflicten en illegale afdammingen.
Bij Markelo stroomt de beek onder het Twentekanaal door via een grote betonnen duiker. In geval van veel te hoog of veel te laag water in de Schipbeek kan water in het Twentekanaal stromen of er juist uit gehaald worden. Vervolgens stroomt de Schipbeek, sterk gekanaliseerd, zuidelijk langs Bathmen om bij Deventer uit te monden in de IJssel.

## Geschiedenis

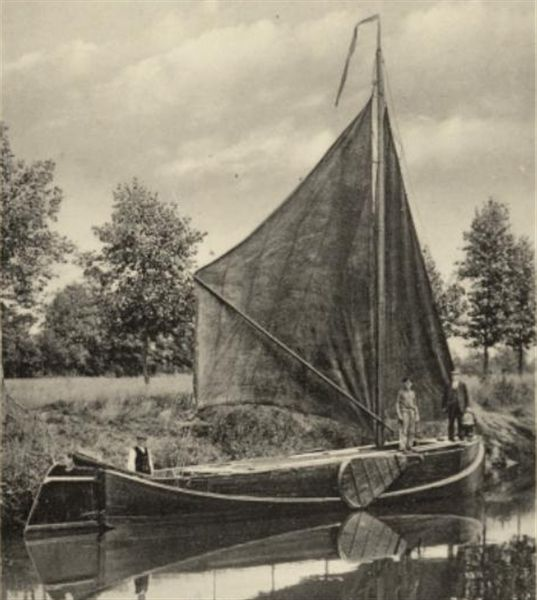
Zeil- en jaagscheepje zoals ze tot in de twintigste eeuw over de Schipbeek voeren

De Buurserbeek-Schipbeek bestaat voor een groot deel uit vergraven en aan elkaar gekoppelde beeklopen. De Ahauser Aa-Buurserbeek liep tot ver in de middeleeuwen vanaf Buurse in noordelijk richting en stroomde via de huidige Rutbeek, Boekelerbeek, Oelerbeek, Azelerbeek en Bornerbeek naar de Kom van Almelo en vandaar via de Almelose Aa in de Regge. Na een doorgraving van de zandrug boven Buurse werd de beek richting Haaksbergen geleid. De oude beekloop ten noorden van Buurse is volledig verdwenen, maar op bodemkaarten nog goed terug te zien. Tot 1404 stroomde de Buurserbeek door Haaksbergen, daarna werd ze op initiatief van de stad Deventer ten behoeve van het transport over water verlegd naar het zuiden en aangesloten op de Hunneper Aa die richting Deventer stroomde. Er ontstond zo een verbinding vanuit het Duitse Westfalen via de IJsselstad met Holland en vice versa. Dit bekenstelsel wordt sindsdien de Schipbeek genoemd. Het ging onder meer om vlotten met hout uit het Münsterland en leem uit Stadtlohn, uit Holland kwam vooral boter en kaas.
Deventer kreeg in 1576 het beheer over de gehele Schipbeek die ondanks allerlei inspanningen een groot deel van het jaar moeilijk bevaarbaar was. In de loop van 17e eeuw verloor de stroom zelfs, met de economische neergang van Deventer, voor een groot deel zijn transportfunctie. Rond 1746 kwam daar verandering in toen de Deventer ondernemer Hendrik Lindeman door onder meer de aanleg van stuwen de bevaarheid liet verbeteren. Vanaf die tijd maakten per dag weer zo'n 20-30 zompen gebruik van de route. In de 19e eeuw werd de Schipbeek veel gebruikt voor het vervoer van textiel vanuit Twente naar blekerijen in Haarlem. Hier kwam in de loop van de tweede helft van de 19e eeuw een einde aan als gevolg van opkomst van vervoer over weg en spoor. Daarna werd de functie voor de waterhuishouding van oostelijk Nederland steeds belangrijker.
De uitmonding van de Schipbeek in de IJssel vormde vroeger de haven van Deventer. Na de aanleg van het Overijssels kanaal en nieuwe havens werd de beek verlegd zodat nu de IJssel wordt bereikt waar deze gekruist wordt door de  snelweg A1.

## Oude Schipbeek
Een oud traject van de Schipbeek tussen Holten, Bathmen en Dijkerhoek is bekend onder de naam Oude Schipbeek. Deze buigt ter hoogte van Holten naar het noordwesten af, om even ten oosten van Bathmen weer bij de Schipbeek te komen.

## Wateroverlast
Bij veel neerslag raakte de Schipbeek voordat deze in de twintigste eeuw werd 'genormaliseerd' regelmatig overvuld. Dat was bijvoorbeeld begin januari 1932 het geval, de Toornemansbrug bij Bathmen moest toen vanwege de sterke stroming worden weggenomen. Ook in de gemeente Haaksbergen was wateroverlast. De kanaliseringswerkzaamheden aan de beek, die in het kader van werkverschaffing werden uitgevoerd door werkloze arbeiders, dreigden geheel stil te vallen omdat deze buiten haar oevers was getreden. Circa vierhonderd man zou hierdoor gedupeerd worden.

## Afbeeldingen

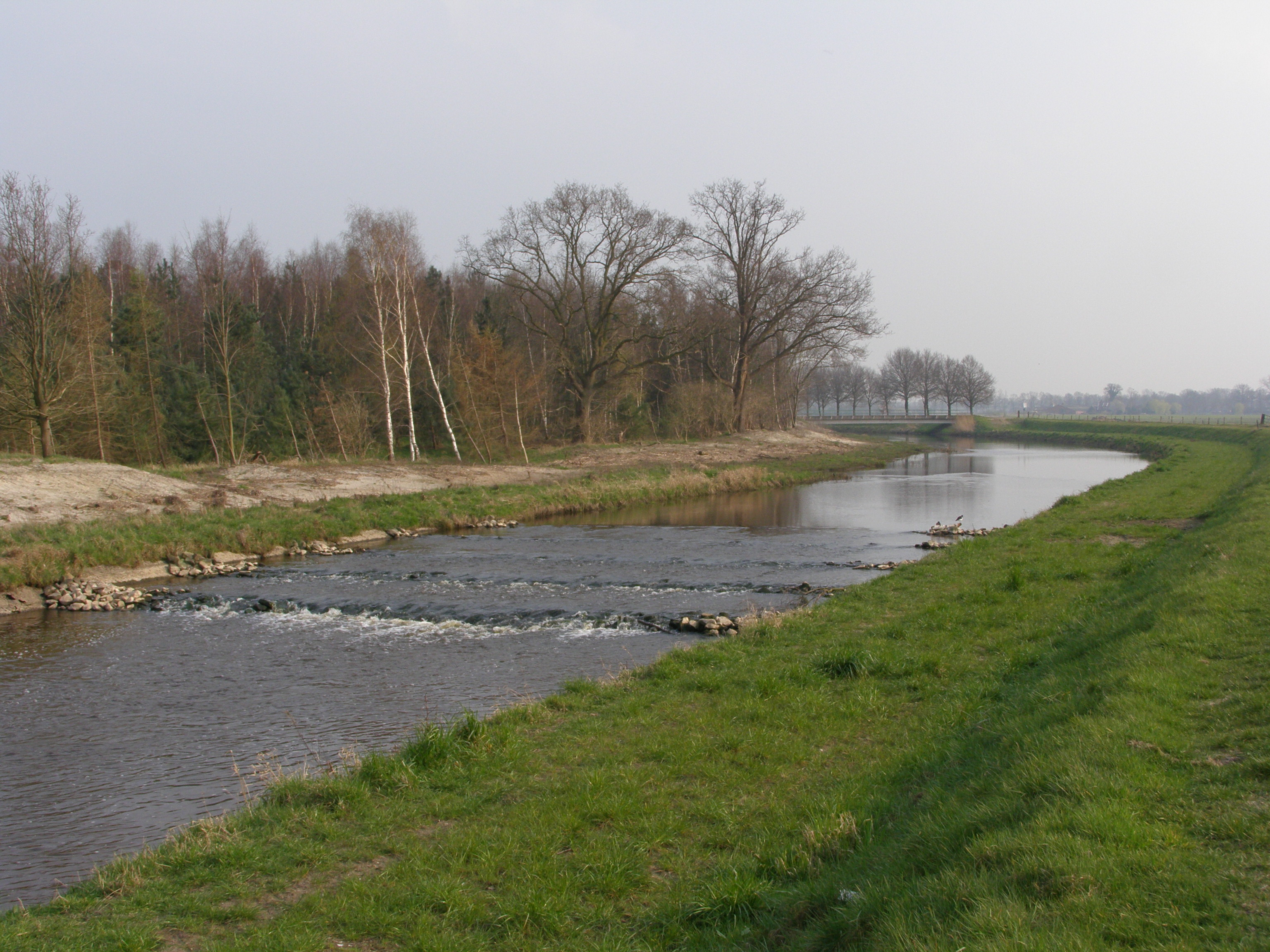
Vispassage in de Schipbeek ten westen van Diepenheim
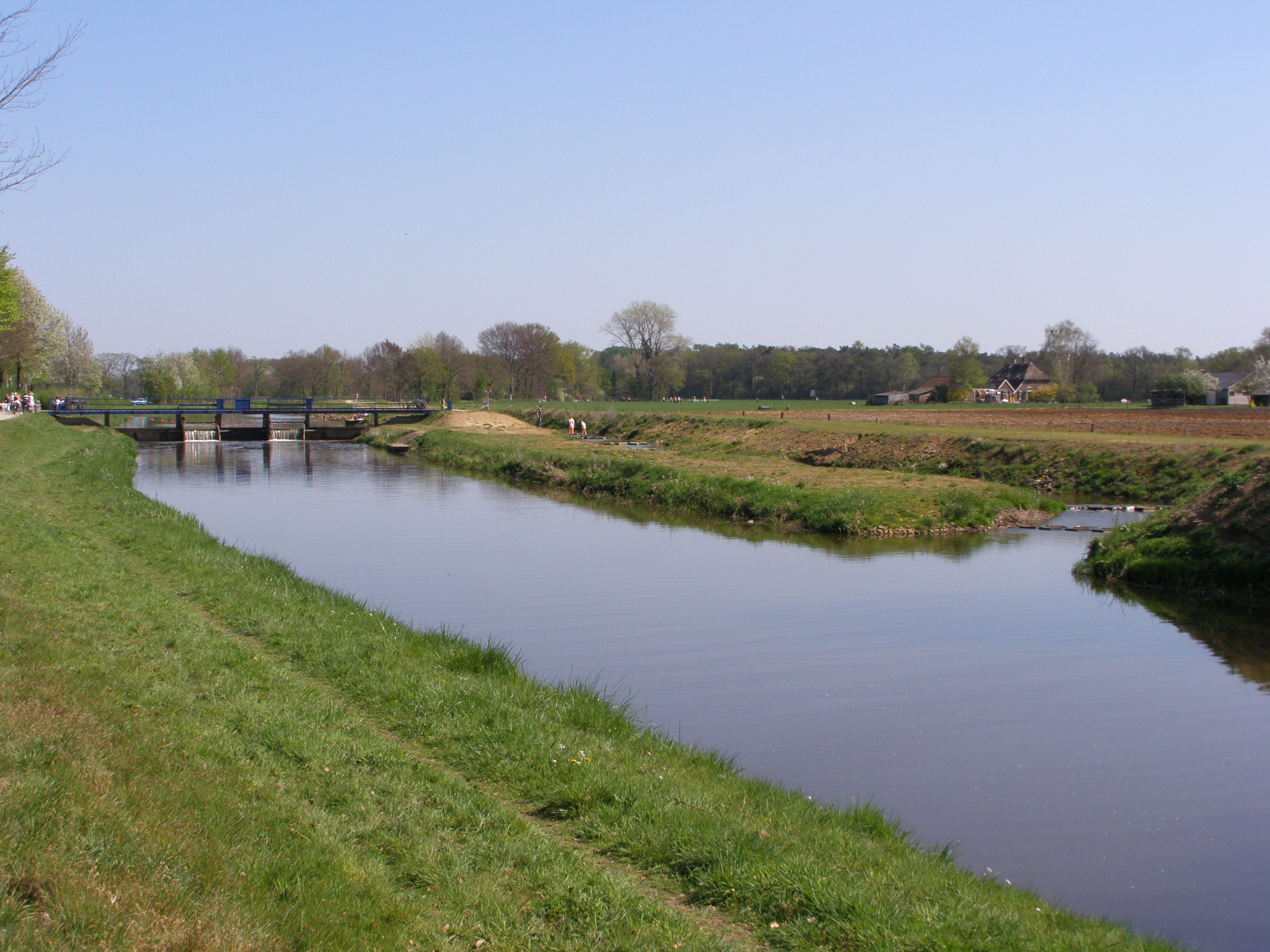
Bosestuw met vistrap in de omgeving van Bathmen
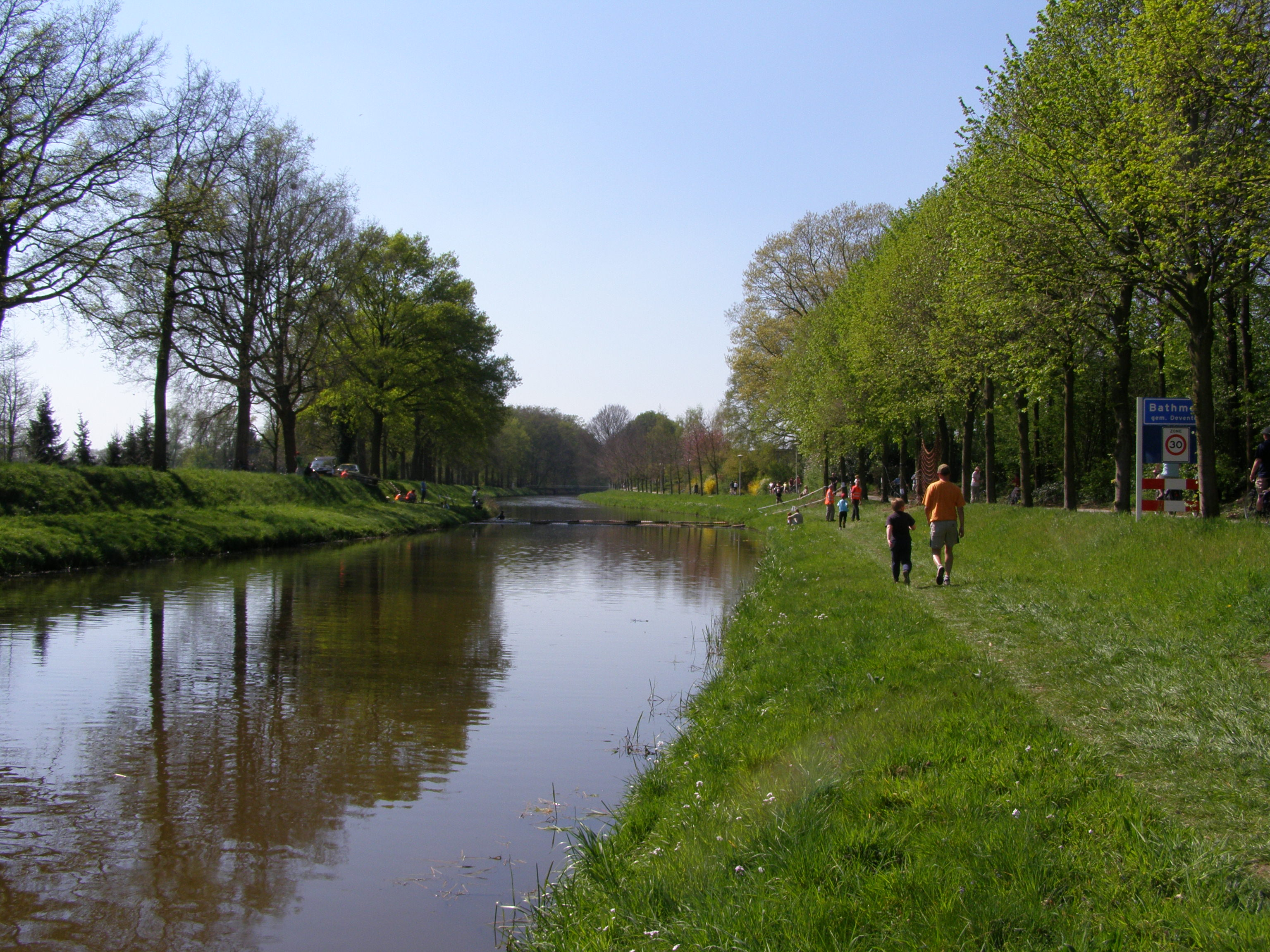
Schipbeeksurvival 2007

## Survivalrun
Bij Bathmen wordt in het voorjaar sinds 1992 de Schipbeeksurvivalrun georganiseerd, een sportieve tocht met hindernissen waarvan de beek een belangrijk onderdeel uitmaakt.